# Вустершир
Вустершир (енгл. Worcestershire) је традиционална грофовија Енглеске.